# Movimento antropofágico
|                   |  |                   |
| Oswald de Andrade |  | Tarsila do Amaral |

O movimento antropofágico foi uma manifestação artística brasileira da década de 1920, fundada e teorizada pelo poeta Oswald de Andrade e pela pintora Tarsila do Amaral, ambos do estado de São Paulo. Foi enunciado no Manifesto Antropófago e divulgado através da Revista de Antropofagia.
Aprofundando a ideologia da Poesia Pau-Brasil, que desejava criar uma poesia de exportação, o movimento antropofágico brasileiro tinha por objetivo a deglutição (daí o caráter metafórico da palavra "antropofágico") da cultura do outro externo, como a estadunidense e europeia e do outro interno, a cultura dos ameríndios, dos afrodescendentes, dos eurodescendentes e dos asiodescendentes, ou seja, não se deve negar a cultura estrangeira, mas ela não deve ser imitada. O símbolo da antropofagia havia sido criado por Plínio Salgado, em uma discussão com Oswald de Andrade.
Foi certamente um dos marcos do modernismo brasileiro. Oswald de Andrade ironizava em suas obras a submissão da elite brasileira aos países desenvolvidos. Propunha a "devoração cultural das técnicas importadas para reelaborá-las com autonomia, convertendo-as em produto de exportação".

## Manifesto Antropófago

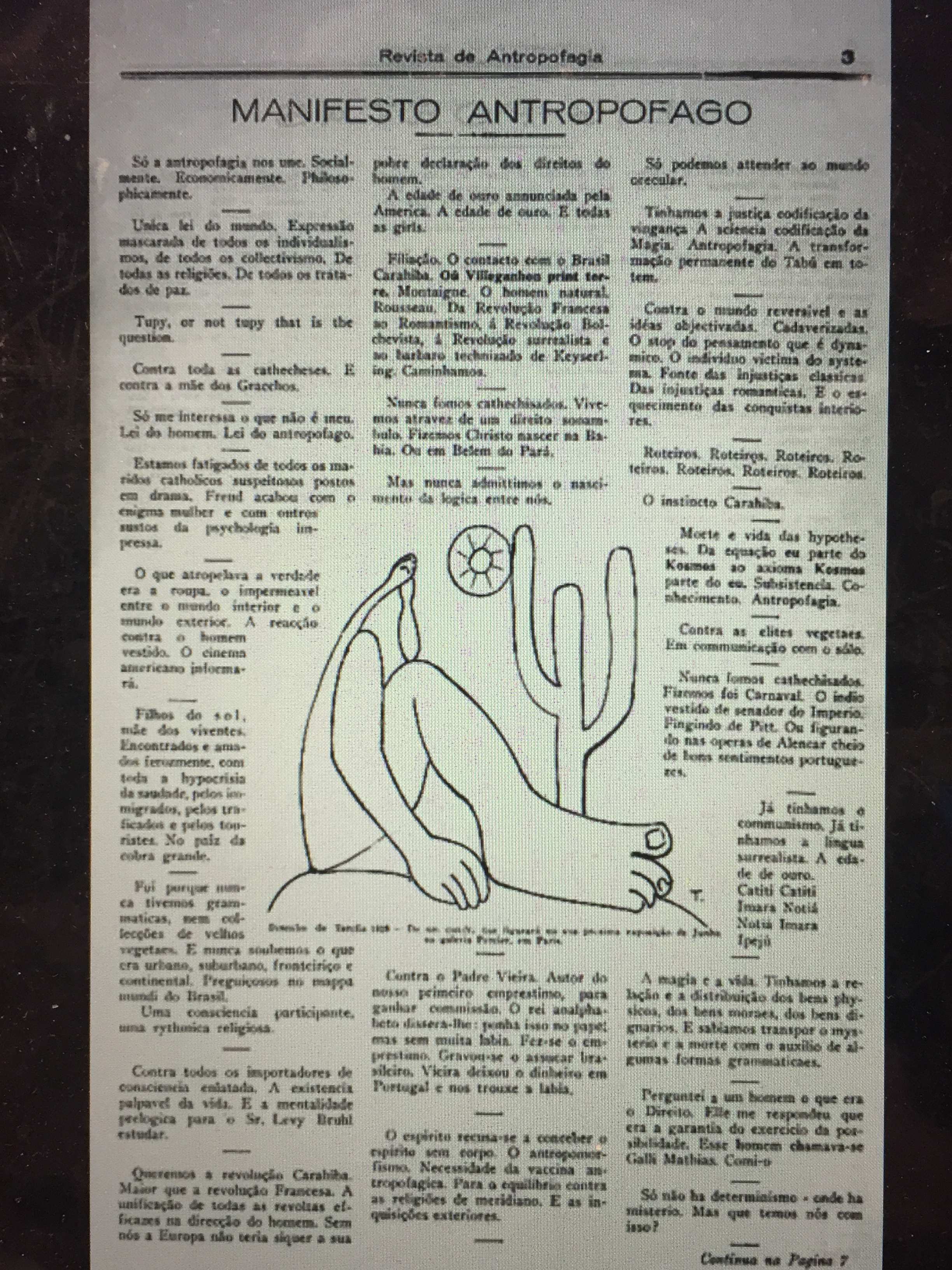
Publicação original do "Manifesto Antropófago" na Revista de Antropofagia de Oswald de Andrade em 1928. A imagem ao centro é um desenho de contorno da artista brasileira Tarsila do Amaral de sua pintura de 1928 "Abaporu".

Antes do Manifesto Antropófago, o escritor modernista Plínio Salgado já havia utilizado a metáfora da antropofagia em suas críticas a Oswald de Andrade. Na "Carta antropofágica", de 1927, Salgado comparava Oswald aos viajantes europeus Hans Staden e Jean de Léry: “Esses homens falaram sobre coisas brasileiras sem sentimento brasileiro. [...] Continuaram sempre estrangeiros, com os olhos na terra deles. Por isso tinham muito medo de ser comidos.”. Plínio concluía dizendo ter decidido adotar, no plano cultural, a mesma estratégia da antropofagia tupinambá: “A comilança de tudo o que estiver ridículo diante da nossa bárbara natureza”.
Oswald de Andrade não retrucou a crítica mas, ao contrário, apropriou-se da metáfora.
O Manifesto Antropófago (ou Manifesto Antropofágico) foi um manifesto publicado em 1928 pelo poeta e polemista brasileiro Oswald de Andrade, figura-chave do movimento cultural do modernismo brasileiro e colaborador da publicação Revista de Antropofagia. Foi inspirado em "Abaporu", pintura de Tarsila do Amaral, artista modernista e esposa de Oswald de Andrade.
O manifesto fundamentou o movimento antropofágico. Lido em 1928 para seus amigos na casa de Mário de Andrade, foi publicado na Revista de Antropofagia, a qual Oswald ajudou a fundar com Raul Bopp e Antônio de Alcântara Machado, com a datação de "ano 374 da deglutição do Bispo Sardinha".
Esteticamente, o segundo manifesto de Oswald, basicamente, reafirma os valores daquele, apregoando o uso de uma "língua literária" "não-catequizada".
O manifesto configurou uma primeira reação formal por parte de intelectuais brasileiros em prol de uma produção artística autenticamente nacional, mas falhou em influenciar uma nova geração de escritores, como intendido.

### Conteúdo
Escrito em prosa poética no estilo modernista de Une Saison en Enfer de Rimbaud, o Manifesto Antropófago é mais diretamente político do que o manifesto anterior de Oswald, Manifesto Pau-Brasil, criado com o interesse de propagar uma poesia brasileira para exportação. O "Manifesto" tem sido muitas vezes interpretado como um ensaio em que o argumento principal propõe que a história brasileira de "canibalização" de outras culturas é sua maior força, ao mesmo tempo em que joga com o interesse primitivista dos modernistas pelo canibalismo como um suposto rito tribal, que torna-se uma forma de o Brasil se afirmar contra a dominação cultural pós-colonial europeia.
Um dos versos icônicos do Manifesto, escrito em inglês no original, é "Tupi or not Tupi: eis a questão". A linha é simultaneamente uma celebração dos tupis, que praticavam certas formas de canibalismo ritual (como detalhado nos escritos do século XVI de André Thévet, Hans Staden e Jean de Léry) e uma instância metafórica de canibalismo: come Shakespeare. Por outro lado, alguns críticos argumentam que a Antropofagia como movimento era muito heterogênea para que argumentos abrangentes fossem extraídos dele e que muitas vezes tinha pouco a ver com uma política cultural pós-colonial.

## Revista de Antropofagia

Capa da Revista de Antropofagia

A Revista de Antropofagia foi uma publicação parte do movimento antropofágico surgida como consequência do Manifesto Antropófago escrito por Oswald de Andrade.
A revista foi publicada entre maio 1928 e agosto de 1929 e teve duas fases, ou "dentições", como queriam os seus participantes. A publicação divulgava poesia, textos, anúncios de livros e críticas a alguns conteúdos dos grandes jornais.

### "Dentições" (edições)
A primeira "dentição" (ou edição), sob a direção de Alcântara Machado e Raul Bopp, teve dez números publicados, que circularam de maio de 1928 a fevereiro de 1929. Nessa primeira fase os principais colaboradores foram: Plínio Salgado, Mário de Andrade, Jorge de Lima, Carlos Drummond de Andrade, Manuel Bandeira, Menotti del Picchia, Oswaldo Costa, Murilo Mendes, Augusto Meyer, Pedro Nava etc. Como se pode ver, os autores que escreveram nessa primeira fase da Revista de Antropofagia representam a "nata" do primeiro momento modernista.
Já a segunda "dentição", sob liderança de Geraldo Ferraz, teve 15 números publicados no jornal Diário de São Paulo. O primeiro número foi publicado em 17 de março de 1929 e o último, em 1 de agosto de 1929.

## Legado

Caetano Veloso no III Festival da Música Popular Brasileira, 1967. Arquivo Nacional.

Na década de 1960, apresentados à obra de Oswald de Andrade pelo poeta concreto Augusto de Campos, o artista plástico Hélio Oiticica e o músico Caetano Veloso viram no Manifesto uma grande influência artística no movimento Tropicália. Veloso afirmou: "a ideia de canibalismo cultural caiu como uma luva em nós, os tropicalistas. Estávamos 'comendo' os Beatles e Jimi Hendrix." No álbum Tropicalia ou Panis et Circensis, de 1968, Gilberto Gil e Torquato Neto referem-se explicitamente ao Manifesto na canção "Geléia geral" na letra "a alegria é a prova dos nove", que seguem com "ea tristeza é teu porto seguro" (e a tristeza é seu porto seguro).
Em 1990, o artista plástico brasileiro Antonio Peticov criou um mural em homenagem ao que teria sido o centenário de Andrade. A obra O Momento Antropofágico com Oswald de Andrade foi instalada na estação Republica do Metrô de São Paulo e foi inspirada em três obras de Andrade: O Perfeito Cozinheiro das Almas deste Mundo, Manifesto Antropofágico e O Homem do Povo.